# Grande Prêmio da Grã-Bretanha de 2007
Resultados do Grande Prêmio da Grã-Bretanha de Fórmula 1 realizado em Silverstone em 8 de julho de 2007. Nona etapa do campeonato, foi vencido pelo finlandês Kimi Räikkönen, da Ferrari, que subiu ao pódio ladeado por Fernando Alonso e Lewis Hamilton, pilotos da McLaren-Mercedes.

## Resumo
- A largada foi abortada por causa do problema de Felipe Massa no grid. A segunda volta de apresentação foi feita sem ele.
- Felipe Massa e Takuma Sato largaram do pit lane.
- Última corrida de Christijan Albers. Por falta de patrocínio, ele foi substituído por Markus Winkelhock no Grande Prêmio da Europa.
- Lewis Hamilton tornou-se, desde a estreia do mesmo, o piloto com o maior número de pódios consecutivos na história da Fórmula 1ː nove.

## Classificação da prova

### Treinos classificatórios
| Pos.   | Nº | Piloto               | Equipe             | Q1       | Q2       | Q3       | Grid | Notas      |
| ------ | -- | -------------------- | ------------------ | -------- | -------- | -------- | ---- | ---------- |
| 1      | 2  | Lewis Hamilton       | McLaren-Mercedes   | 1:19.885 | 1:19.400 | 1:19.997 | 1    |            |
| 2      | 6  | Kimi Räikkönen       | Ferrari            | 1:19.753 | 1:19.252 | 1:20.099 | 2    |            |
| 3      | 1  | Fernando Alonso      | McLaren-Mercedes   | 1:19.330 | 1:19.152 | 1:20.147 | 3    |            |
| 4      | 5  | Felipe Massa         | Ferrari            | 1:19.790 | 1:19.421 | 1:20.265 | PL   | [ nota 3 ] |
| 5      | 10 | Robert Kubica        | BMW Sauber         | 1:20.294 | 1:20.054 | 1:20.401 | 4    |            |
| 6      | 11 | Ralf Schumacher      | Toyota             | 1:20.513 | 1:19.860 | 1:20.516 | 5    |            |
| 7      | 4  | Heikki Kovalainen    | Renault            | 1:20.570 | 1:20.077 | 1:20.721 | 6    |            |
| 8      | 3  | Giancarlo Fisichella | Renault            | 1:20.842 | 1:20.042 | 1:20.775 | 7    |            |
| 9      | 9  | Nick Heidfeld        | BMW Sauber         | 1:20.534 | 1:20.178 | 1:20.894 | 8    |            |
| 10     | 12 | Jarno Trulli         | Toyota             | 1:21.150 | 1:20.133 | 1:21.240 | 9    |            |
| 11     | 15 | Mark Webber          | Red Bull-Renault   | 1:20.583 | 1:20.235 |          | 10   |            |
| 12     | 14 | David Coulthard      | Red Bull-Renault   | 1:21.154 | 1:20.329 |          | 11   |            |
| 13     | 17 | Alexander Wurz       | Williams-Toyota    | 1:20.830 | 1:20.350 |          | 12   |            |
| 14     | 8  | Rubens Barrichello   | Honda              | 1:21.169 | 1:20.364 |          | 13   |            |
| 15     | 19 | Scott Speed          | Toro Rosso-Ferrari | 1:20.834 | 1:20.515 |          | 14   |            |
| 16     | 18 | Vitantonio Liuzzi    | Toro Rosso-Ferrari | 1:21.160 | 1:20.823 |          | 15   |            |
| 17     | 16 | Nico Rosberg         | Williams-Toyota    | 1:21.219 |          |          | 16   |            |
| 18     | 7  | Jenson Button        | Honda              | 1:21.335 |          |          | 17   |            |
| 19     | 23 | Anthony Davidson     | Super Aguri-Honda  | 1:21.448 |          |          | 18   |            |
| 20     | 20 | Adrian Sutil         | Spyker-Ferrari     | 1:22.019 |          |          | 19   |            |
| 21     | 22 | Takuma Sato          | Super Aguri-Honda  | 1:22.045 |          |          | PL   | [ nota 4 ] |
| 22     | 21 | Christijan Albers    | Spyker-Ferrari     | 1:22.586 |          |          | 20   |            |
| Fonte: |    |                      |                    |          |          |          |      |            |

### Corrida

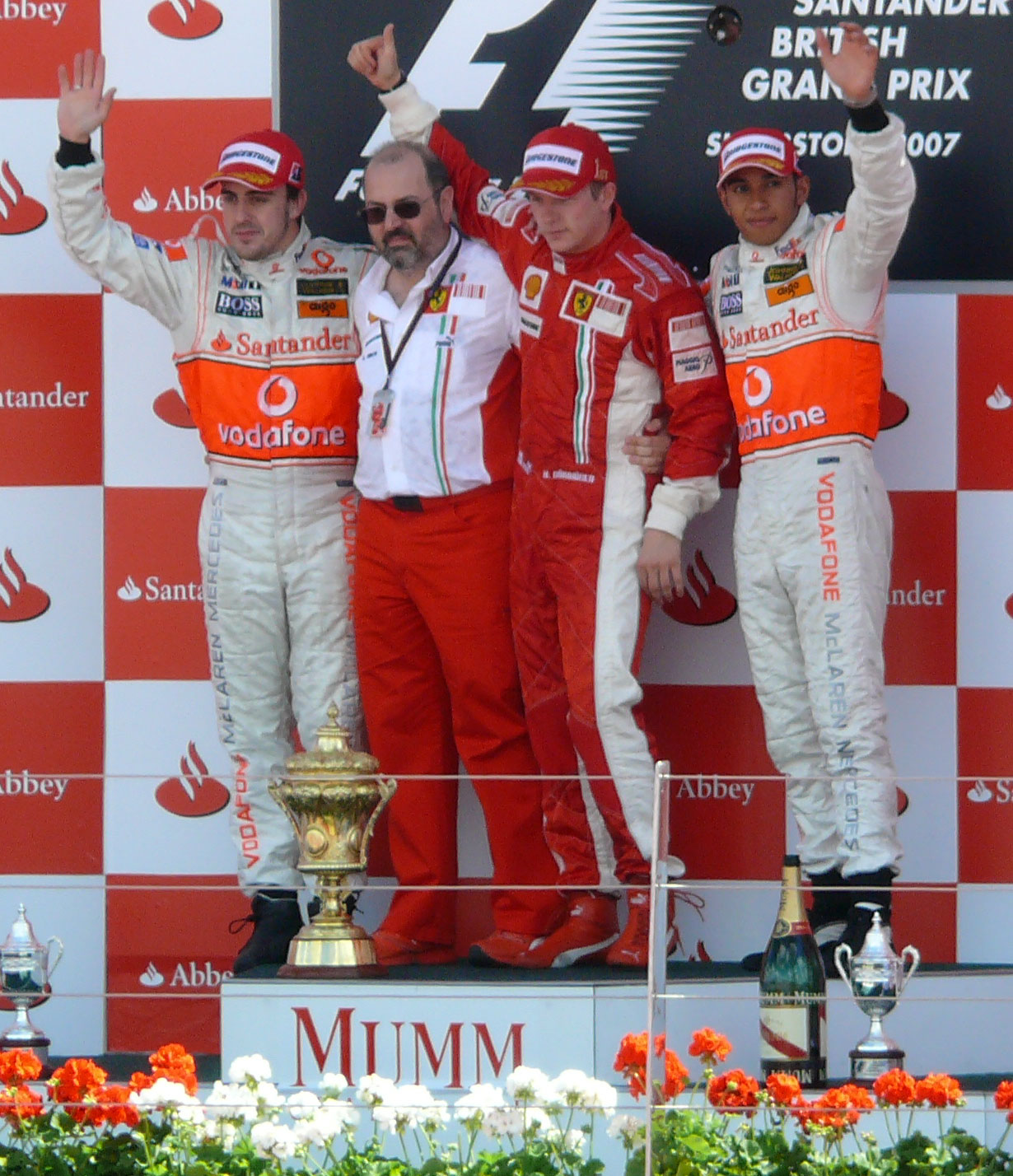
Pódio: Räikkonen em primeiro, Alonso em segundo e Hamilton em terceiro.

| Pos.   | Nº | Piloto               | Construtor         | Voltas | Tempo/Diferença | Grid | Pontos |
| ------ | -- | -------------------- | ------------------ | ------ | --------------- | ---- | ------ |
| 1      | 6  | Kimi Räikkönen       | Ferrari            | 59     | 1:21:43.074     | 2    | 10     |
| 2      | 1  | Fernando Alonso      | McLaren-Mercedes   | 59     | + 2.459         | 3    | 8      |
| 3      | 2  | Lewis Hamilton       | McLaren-Mercedes   | 59     | + 39.373        | 1    | 6      |
| 4      | 10 | Robert Kubica        | BMW Sauber         | 59     | + 53.319        | 5    | 5      |
| 5      | 5  | Felipe Massa         | Ferrari            | 59     | + 54.063        | 4    | 4      |
| 6      | 9  | Nick Heidfeld        | BMW Sauber         | 59     | + 56.336        | 9    | 3      |
| 7      | 4  | Heikki Kovalainen    | Renault            | 58     | + 1 volta       | 7    | 2      |
| 8      | 3  | Giancarlo Fisichella | Renault            | 58     | + 1 volta       | 8    | 1      |
| 9      | 8  | Rubens Barrichello   | Honda              | 58     | + 1 volta       | 14   |        |
| 10     | 7  | Jenson Button        | Honda              | 58     | + 1 volta       | 18   |        |
| 11     | 14 | David Coulthard      | Red Bull-Renault   | 58     | + 1 volta       | 12   |        |
| 12     | 16 | Nico Rosberg         | Williams-Toyota    | 58     | + 1 volta       | 17   |        |
| 13     | 17 | Alexander Wurz       | Williams-Toyota    | 58     | + 1 volta       | 13   |        |
| 14     | 22 | Takuma Sato          | Super Aguri-Honda  | 57     | + 2 voltas      | 21   |        |
| 15     | 21 | Christijan Albers    | Spyker-Ferrari     | 57     | + 2 voltas      | 22   |        |
| 16     | 18 | Vitantonio Liuzzi    | Toro Rosso-Ferrari | 53     | Câmbio          | 16   |        |
| Ret    | 12 | Jarno Trulli         | Toyota             | 43     | Handling        | 10   |        |
| Ret    | 23 | Anthony Davidson     | Super Aguri-Honda  | 35     | Falha mecânica  | 19   |        |
| Ret    | 19 | Scott Speed          | Toro Rosso-Ferrari | 29     | Colisão         | 15   |        |
| Ret    | 11 | Ralf Schumacher      | Toyota             | 22     | Roda            | 6    |        |
| Ret    | 20 | Adrian Sutil         | Spyker-Ferrari     | 16     | Motor           | 20   |        |
| Ret    | 15 | Mark Webber          | Red Bull-Renault   | 8      | Pane hidráulica | 11   |        |
| Fonte: |    |                      |                    |        |                 |      |        |

## Tabela do campeonato após a corrida
| Pos.   | Piloto          | Pontos |
| ------ | --------------- | ------ |
| 1      | Lewis Hamilton  | 70     |
| 2      | Fernando Alonso | 58     |
| 3      | Kimi Räikkönen  | 52     |
| 4      | Felipe Massa    | 51     |
| 5      | Nick Heidfeld   | 33     |
| Fonte: |                 |        |

| Pos.   | Construtor       | Pontos |
| ------ | ---------------- | ------ |
| 1      | McLaren–Mercedes | 128    |
| 2      | Ferrari          | 103    |
| 3      | BMW Sauber       | 56     |
| 4      | Renault          | 31     |
| 5      | Williams-Toyota  | 13     |
| Fonte: |                  |        |

- Nota: Somente as primeiras cinco posições estão listadas.